# كهف بلا اسم
كهف بلا اسم (بالإنجليزية: Nameless Cave)‏ هو كهف يقع ضمن أقاليم ما وراء البحار البريطانية في منطقة جبل طارق التابعة للتاج البريطاني.